# Grizel Steevens
Grizel Steevens (* 1653; † 1746 in Dublin) war eine englisch-irische Wohltäterin.

## Leben
Grizel Steevens und ihr Zwillingsbruder Richard wurden in England geboren, gelangten aber schon in ihrer Kindheit nach Irland, da ihr Vater, ein Geistlicher, vor Oliver Cromwell fliehen musste. Die Familie lebte zunächst in Athlone im County Westmeath. Später zog Grizel zu ihrem Bruder nach Dublin, um ihm den Haushalt zu führen. Richard Steevens, der 1687 seine Ausbildung zum Arzt am Trinity College abgeschlossen hatte, starb am 15. Dezember 1710 und hinterließ seiner Schwester sein Vermögen, verbunden mit der Auflage, ein Hospital zu errichten. Dies sollte eigentlich erst nach Grizels Ableben geschehen, doch war sie so bestrebt, den Wunsch ihres Bruders zu erfüllen, dass das Hospital so schnell wie möglich gebaut wurde. 1733 konnte es eröffnet werden und Grizel lebte dort bis zu ihrem Tod. Obwohl sie offiziell nicht zum Management der Einrichtung gehörte, besaß sie offenbar großen Einfluss, so dass das Hospital im 18. und 19. Jahrhundert oft als Madame Steevens Hospital bezeichnet wurde, obwohl es eigentlich Dr. Steevens Hospital hieß. Das Hospital existierte unter diesem Namen bis zum Dezember 1987. Heute wird es als Eastern Regional Health Authority's Shared Services Centre weiter betrieben.

## Die Legende vom Schweinekopf
Grizel Steevens hatte ein trauriges Schicksal: Ihr wurde nachgesagt, sie habe den Kopf eines Schweins. Angeblich sollte ihre schwangere Mutter eine Bettlerin mit zahlreichen Kindern verjagt haben, die sie als kleine Schweine tituliert haben sollte. Zur Strafe trage nun die Tochter einen Schweinekopf auf ihren Schultern.
Zu Lebzeiten Grizel Steevens’ waren Erzählungen über reiche Frauen mit Schweineköpfen überaus beliebt. Namentlich bekannt ist zum Beispiel Tannakin Skinker, deren Eltern verzweifelt versucht haben sollen, sie zu verheiraten, was aber trotz der hohen Mitgift nicht geglückt sei. Ferner waren Erzählungen über die schweinegesichtige Lady vom Manchester Square und über die erstaunliche Mrs. Atkinson im Umlauf.

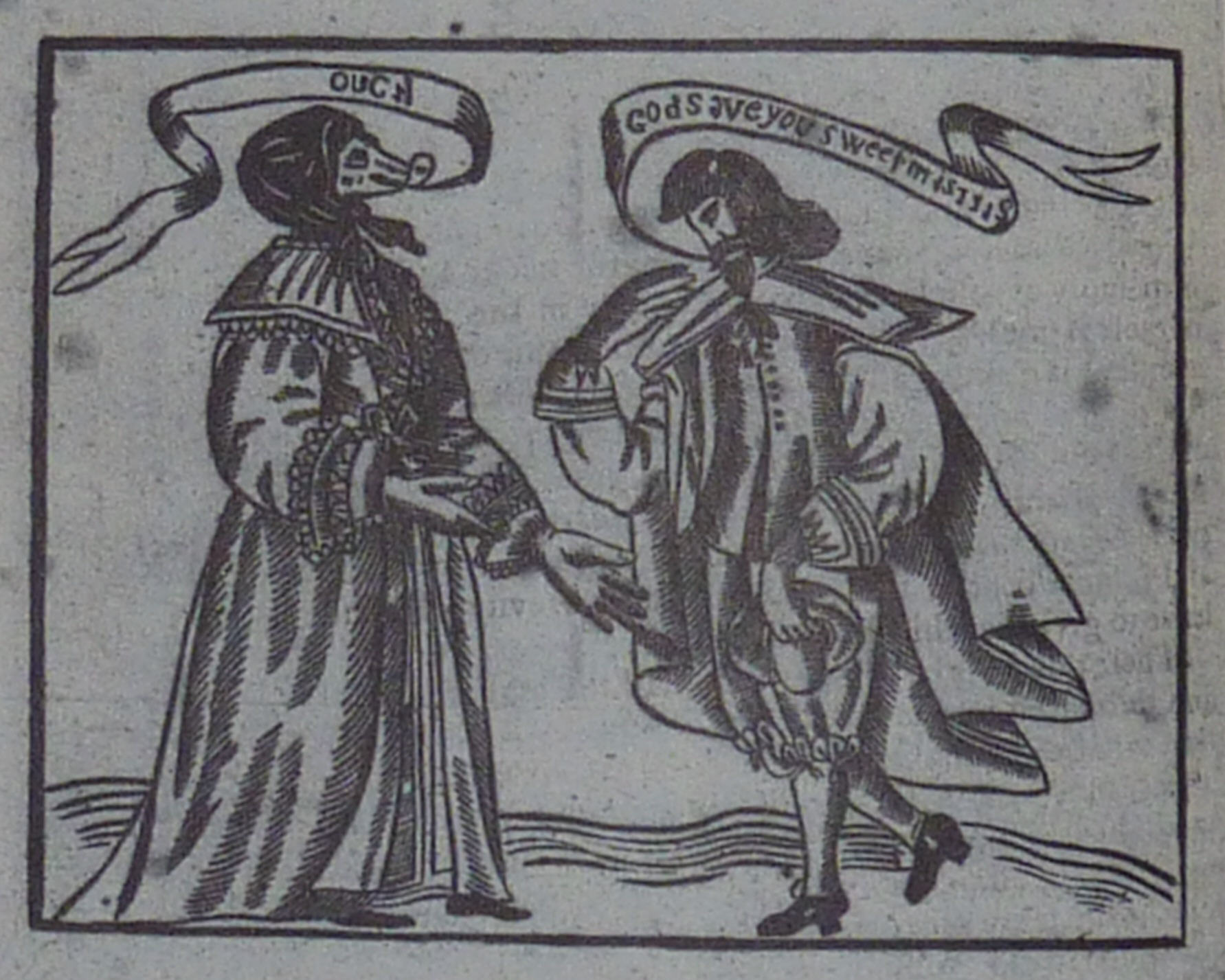
Tannakin Skinker antwortet mit einem Grunzen auf ein Kompliment
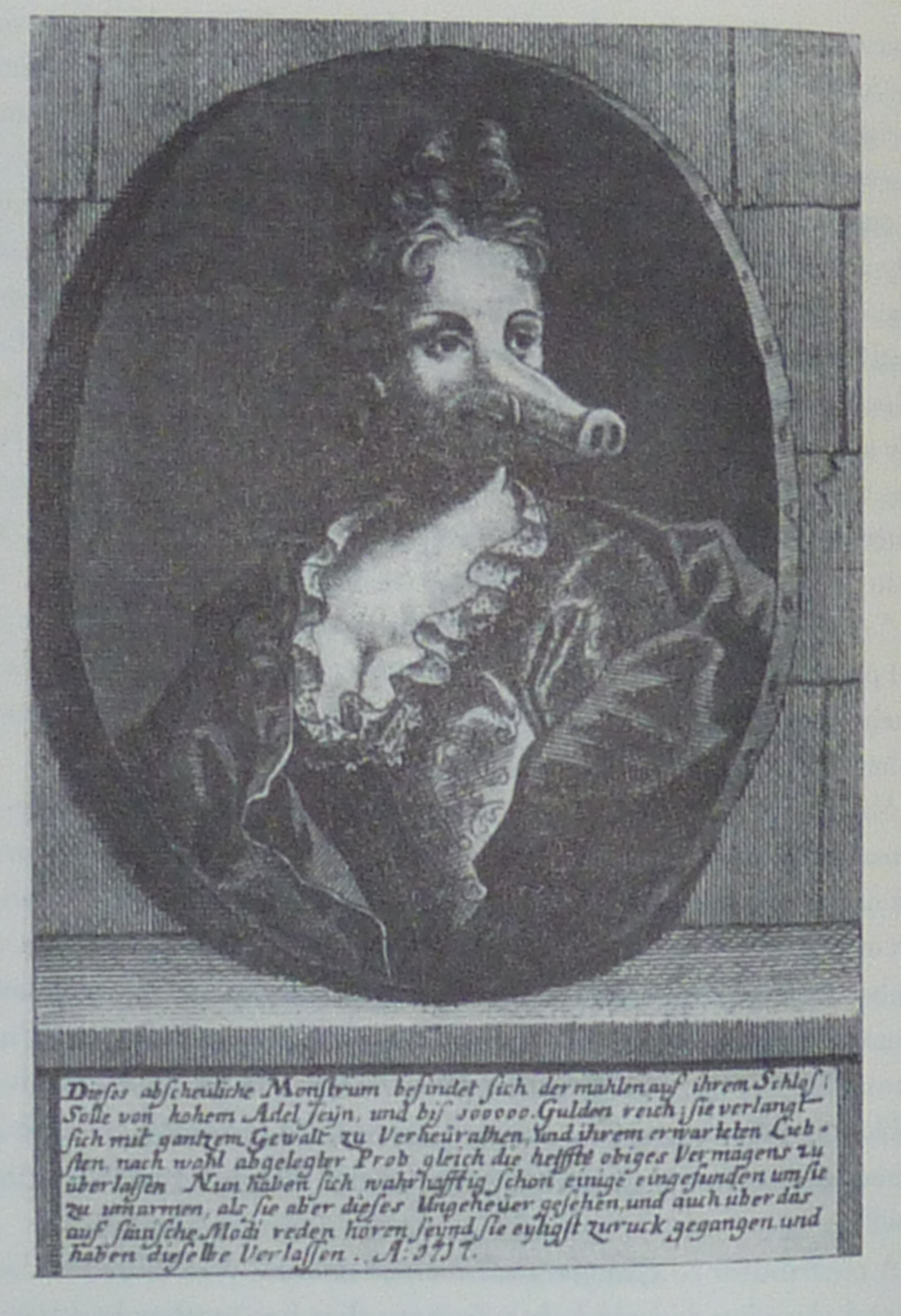
Frau mit Schweineschnauze sucht vergeblich einen Gatten
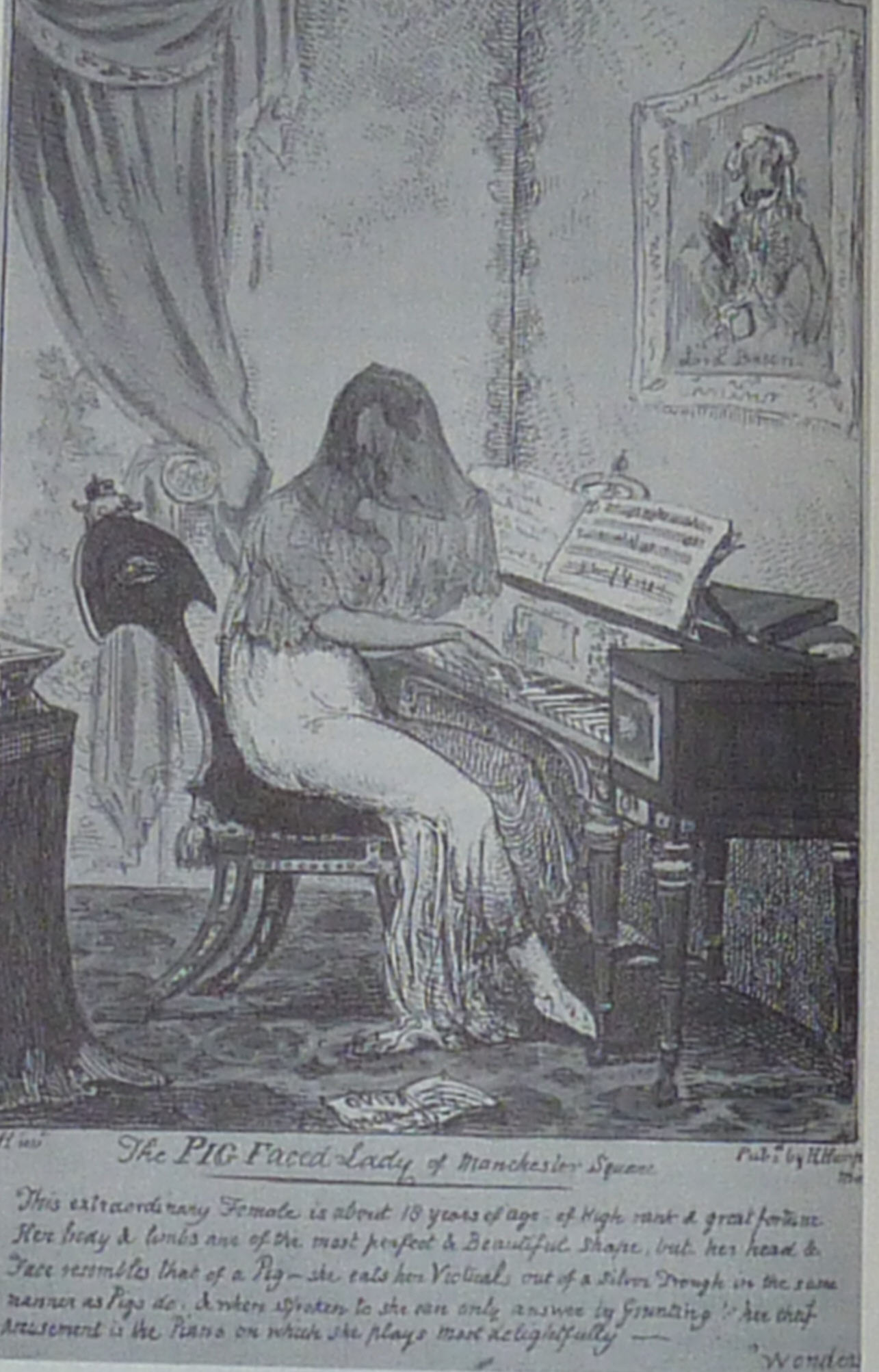
Die schweinsgesichtige Frau vom Manchester Square
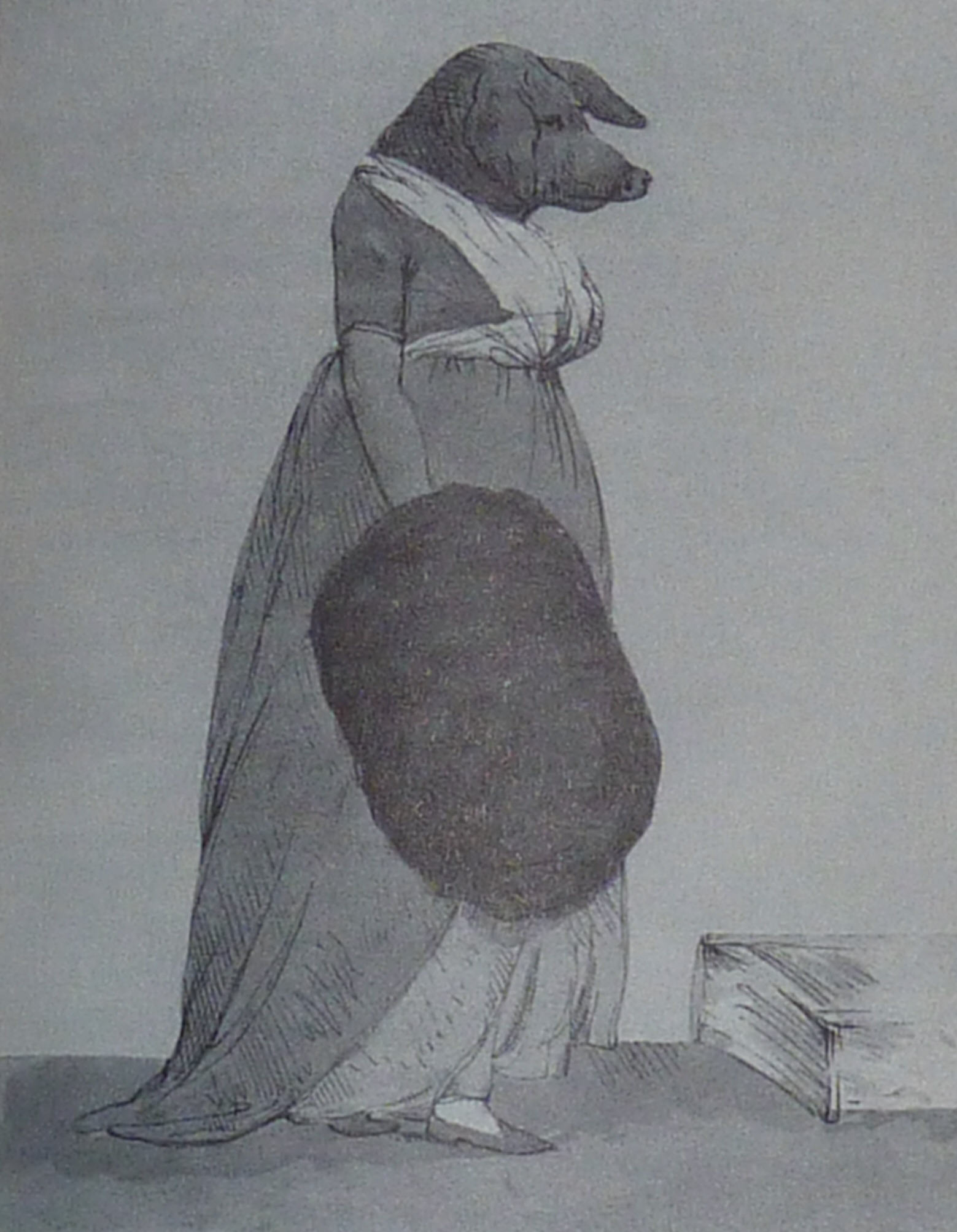
Mrs. Atkinson

Während jedoch diese Personen wohl einfach erfunden waren, lebte Grizel Steevens wirklich. Sie hatte mitnichten einen Schweinekopf, sondern pflegte wegen eines Augenleidens einen Schleier zu tragen. Um den Gerüchten entgegenzutreten, sonnte sie sich eine Zeitlang in aller Öffentlichkeit auf ihrem Balkon; außerdem ließ sie sich porträtieren, um zu beweisen, dass sie ein völlig normales menschliches Gesicht hatte. Dieses Bild wurde in der Eingangshalle des Hospitals aufgehängt.
Doch die Besucher zogen es vor, sich in einem Nebengebäude den silbernen Trog zeigen zu lassen, aus dem Grizel Steevens angeblich zu fressen pflegte. Dort wurde auch ein anderes Gemälde gezeigt, das sie mit einem Schweinekopf zeigte.
Die Legende hielt sich hartnäckig. Im Jahr 1832 begann William Wilde, der Vater von Oscar Wilde, seine Ausbildung im Dr. Steevens Hospital. Ihm wurde Grizel Steevens’ silberner Trog ebenso vorgeführt wie zahlreichen Besuchern des Hospitals, die im 19. Jahrhundert noch von Angestellten die Geschichte von der schweineköpfigen Stifterin erzählt bekamen. Laut T. P. C. Kirkpatricks History of Doctor Steevens’ Hospital gab es außerdem einen Gipsabdruck eines menschlichen Gesichts mit Schweineschnauze in dem Hospital, der ebenfalls Besuchern gezeigt wurde. Obwohl das Klinikmanagement diese Scherze später verbot, war die Legende auch weiterhin im Schwange. Am 30. Januar 1876 schrieb ein Seemann an Bord der USS Portsmouth einen Brief an Grizel Steevens, die er offenbar noch am Leben wähnte, und machte deren schweinegesichtiger Tochter einen Heiratsantrag, weil er gehört habe, dass die Mitgift sehr hoch sei. Der Brief wurde zur allgemeinen Belustigung in der Dublin Medical Press abgedruckt. Auch später noch war die Legende verbreitet; T. G. Wilson, der Biograph William Wildes, bezeugte noch 1940, dass der Glaube an Grizel Steevens’ Schweinekopf allgemein verbreitet war.